# Projeto Genoma do Câncer
O Projeto Genoma do Câncer baseado no Wellcome Trust Sanger Institute tem o objetivo de identificar variações genéticas e mutações críticas para o aparecimento de câncer.
Este projeto combina o conhecimento do genoma humano com técnicas para identificar variações genéticas/mutações e assim identificar os genes críticos para o desenvolvimento de cânceres humanos.